# Hiko (Nevada)
Hiko è un census-designated place degli Stati Uniti d'America, nello stato del Nevada, nella Contea di Lincoln. Al censimento del 2010 contava 119 abitanti.
Hiko fu la capitale della contea di Lincoln dal 1867 al 1871 (dopo la vicina Crystal Springs). Oggi è un centro agricolo quasi abbandonato, dove si ricavano minerali.